# Formatie van de Vesder
De Formatie van de Vesder (afkorting: VES) is een geologische formatie uit het vroege Carboon in de ondergrond van Nederland en het oosten van België. De Formatie van de Vesder bestaat uit dolomiet/dolosteen. Ze komt alleen in het oosten van de Belgische provincie Luik aan het oppervlak, in het synclinorium van Verviers.

## Beschrijving
De formatie bestaat uit een goed gelaagd pakket in meer of mindere mate gedolomitiseerde kalksteen, met in totaal ongeveer 150 meter dikte. Het onderste deel bestaat uit dikgelaagde, grofkorrelige dolosteen met een grijsbruine kleur. Soms komen vuursteenknollen voor die in de richting van de gelaagdheid liggen. Het bovenste deel kan op plaatsen verbreccied zijn (Lid van Walhorn).
In de Formatie van de Vesder komen mariene fossielen voor: crinoïden, koralen, Tabulata, brachiopoden, enzovoorts. In vuursteenknollen zijn fossielen van forams bewaard gebleven aan de hand waarvan de ouderdom van de formatie vastgesteld is: ze ontstond in het bovenste Hastariaan (onderste Tournaisiaan) tot het Moliniaciaan (Onder-Viséaan).

## Stratigrafische relaties
In het typegebied (het Massief van de Vesder, de Voerstreek en het gebied ten zuiden van Maastricht) ligt de Formatie van de Vesder vaak boven op de Formaties van Landelies en Pont d'Arcole. Al deze drie formaties worden in het oosten van België tot de Groep van Bilstain gerekend, maar elders tot de Kolenkalk Groep. Boven op de Formatie van de Vesder liggen de Formaties van Terwagne of Neffe. 
In het Kempens Bekken komt de Formatie van de Vesder ook voor. In dit gebied ligt ze bovenop de Formatie van Pont d'Arcole of de Formatie van Évieux en wordt ze afgedekt door de Formatie van Visé (in het oosten) of de Formatie van Steentje-Turnhout (in het westelijke en centrale deel van het bekken).